# Neoliodes zimmermanni
Neoliodes zimmermanni är en kvalsterart som först beskrevs av Sellnick 1959.  Neoliodes zimmermanni ingår i släktet Neoliodes och familjen Neoliodidae. Inga underarter finns listade i Catalogue of Life.